# Bonaire
Pour l’article ayant un titre homophone, voir Bonnaire.
Bonaire (prononciation en néerlandais: /boːˈnɛːr(ə)/; en papiamento: Boneiru, /buˈneiru/) est une île de la mer des Caraïbes  faisant partie du groupe des îles Sous-le-Vent (ou îles ABC pour Aruba, Bonaire et Curaçao) dans les Petites Antilles. Elle est située à 41 km à l’est de Curaçao et à 88 km au nord-nord-est des côtes du Venezuela. L'île ne compte que deux localités, le chef-lieu Kralendijk, et Rincon.
Elle forme une municipalité spéciale néerlandaise depuis le 10 octobre 2010 (Îles BES) à la suite de la dissolution de l’ancien État autonome de la fédération des Antilles néerlandaises dont elle faisait partie.

## Histoire

### Étymologie et époque précolombienne
Le nom « Bonaire » viendrait du mot caquetío (es) Bonay, qui signifie « les terres basses ». Les premiers Espagnols et Néerlandais modifièrent l'orthographe en Bonaire. L’influence française, bien que présente à diverses époques, n’a jamais été assez forte pour laisser supposer une altération du nom de l'île à partir de « bon air ».
Les premiers habitants connus de l'île étaient les Caquetios de langue arawak, venus en pirogue du Venezuela voisin vers l'an mille. Des vestiges archéologiques ont été découverts au nord-est de Kralendijk et près de Lac Bay, au sud-ouest. Des peintures rupestres et des pétroglyphes sont conservés dans les grottes de Spelonk, Onima, Ceru Pungi et Ceru Crita-Cabai. Les Caquetios étaient apparemment un peuple de très grande taille, car l'ancienne appellation espagnole des îles ABC est Las Islas de los Gigantes ou « les îles des Géants ».

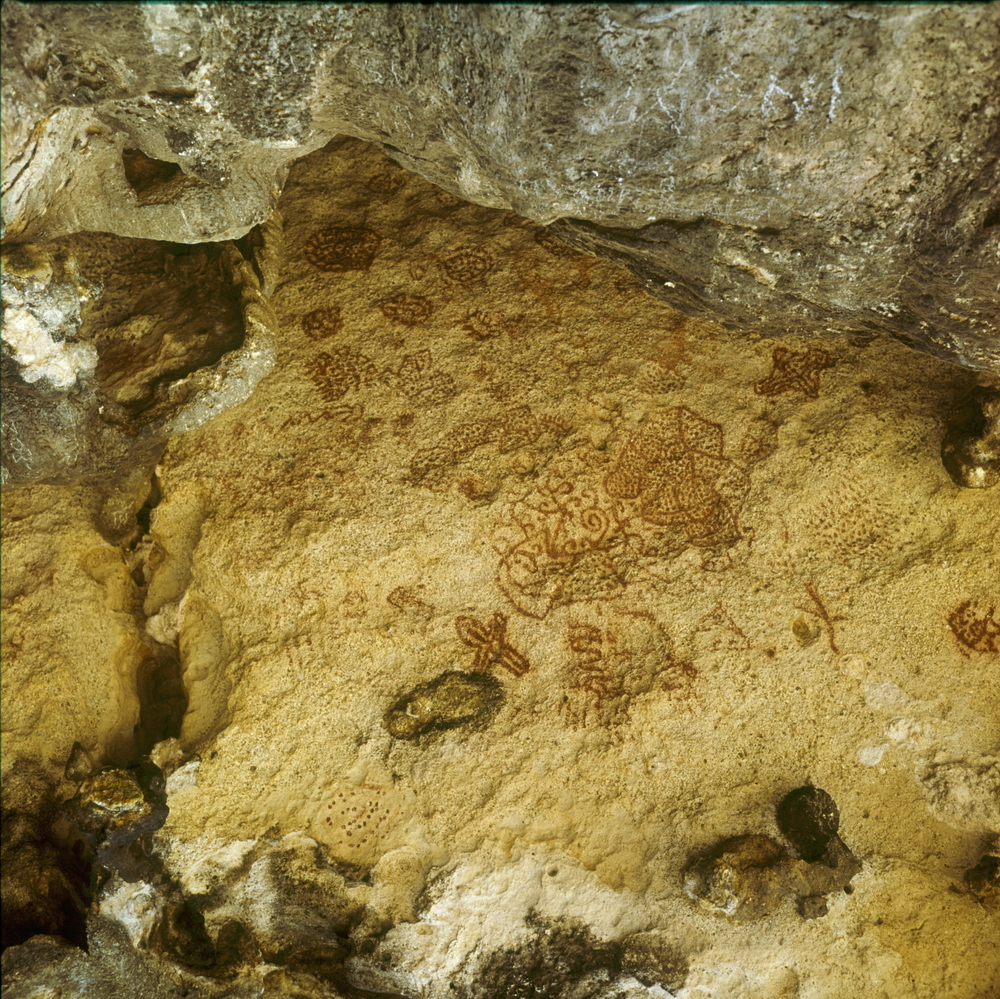
Dessin indiens à Bonaire (culture Dabajuro).

### Histoire coloniale
En 1499, Alonso de Ojeda et Amerigo Vespucci découvrent l'existence de l'île, et la revendiquèrent au nom de l’Espagne. Constatant qu’ils ne pouvaient développer l’île à cause de sa sécheresse, les Espagnols déportèrent en totalité les Indiens sur l’île d’Hispaniola pour les exploiter dans des plantations. L’île fut désertée mais restait possession espagnole et servait occasionnellement d’avant-poste.
En 1526, Juan Martín de Ampués, le gouverneur de Bonaire, fit amener du bétail sur l’île et rapatrier quelques Indiens Caiquetios. En quelques années, des troupeaux de moutons, chèvres, porcs, chevaux et ânes laissés en liberté se multiplièrent. Ils n’étaient pas utilisés pour leur viande mais pour leur peau.
Dans le même temps, l’île servait de lieu de déportation pour les condamnés des colonies espagnoles d’Amérique du Sud et dont les habitations se trouvaient à Rincon.

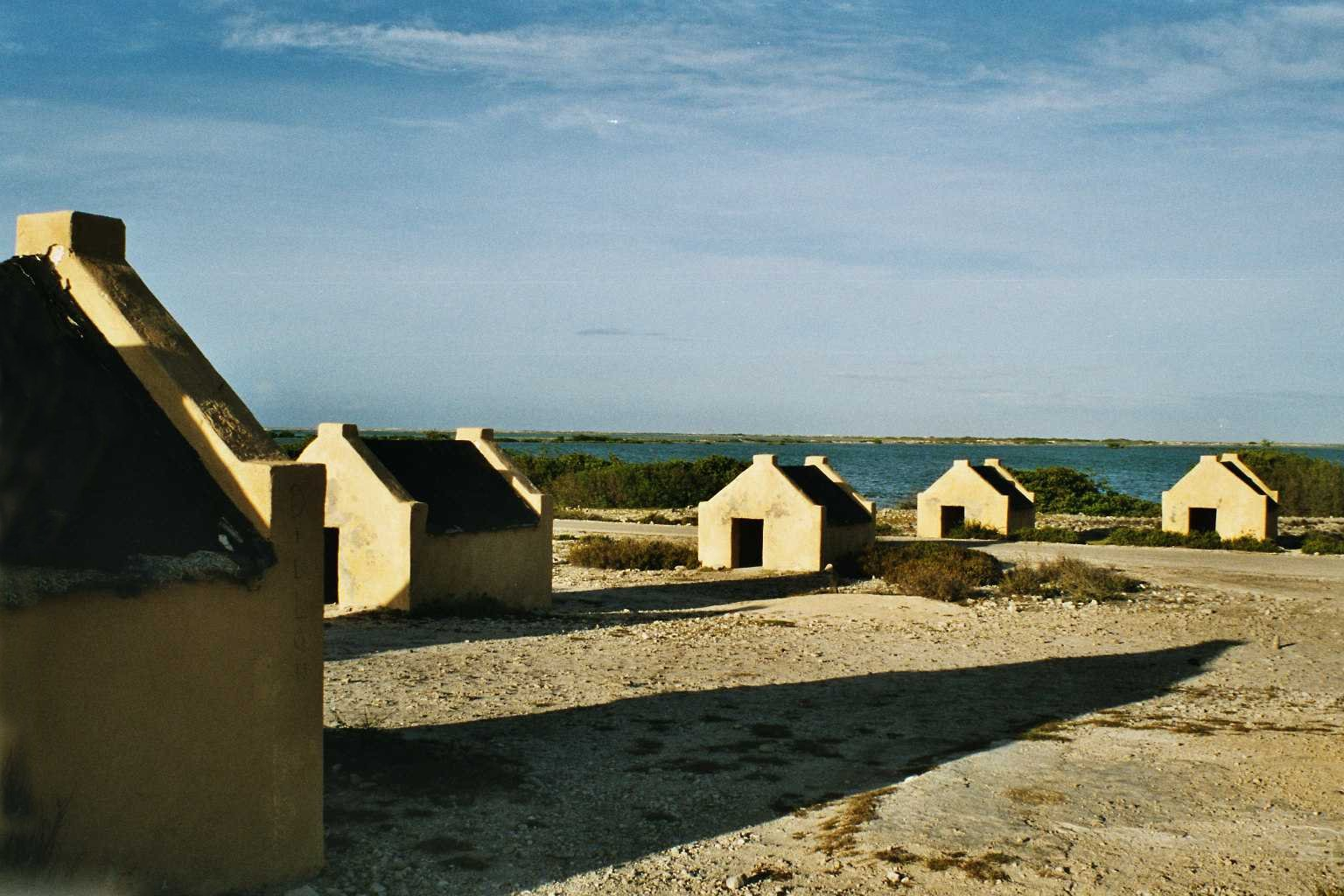
Maisons d'esclaves à Bonaire.

En 1636, Bonaire passe aux mains des néerlandais après Aruba et Curaçao. Les trois îles accueillent alors des esclaves venant d’Afrique qui sont exploités à Bonaire dans des plantations de maïs et les salines de la Compagnie néerlandaise des Indes occidentales. Les témoins de cette époque sont les petites maisons dans lesquelles étaient logés les esclaves et qui constituent aujourd’hui un site historique.
En 1805, les conquêtes napoléoniennes sur les Pays-Bas font passer les Antilles néerlandaises aux mains des Français.
Mais cette occupation est de courte durée. De novembre 1805 à 1816, Aruba et les Antilles néerlandaises sont occupées par les forces armées britanniques. Le retour des Néerlandais n'est effectif que fin 1816 et au début de 1817.
En 1816, elles redeviennent néerlandaises avec le traité de Paris. Un fortin, Fort Oranje (en référence à la famille royale des Pays-Bas), est alors construit pour défendre l’île et protéger sa principale ressource : le sel de mer. En effet, le sel était le seul moyen de conserver les denrées périssables à l’époque et les lieux de production étaient très convoités. Quatre obélisques rouge, blanc, bleu et orange (couleurs du drapeau et de la couronne néerlandais) furent construits aux quatre lieux de production de sel pour guider les bateaux vers leur lieu de chargement. Le lieu d’ancrage des bateaux était de plus signalé par un drapeau de la couleur de l’obélisque. Trois de ces obélisques sont encore visibles de nos jours.
En 1863, l’abolition de l’esclavage met un frein à cette industrie du sel pour un siècle. Aujourd’hui, c'est Cargill, une des plus grandes sociétés au monde dans ce secteur qui possède les exploitations.

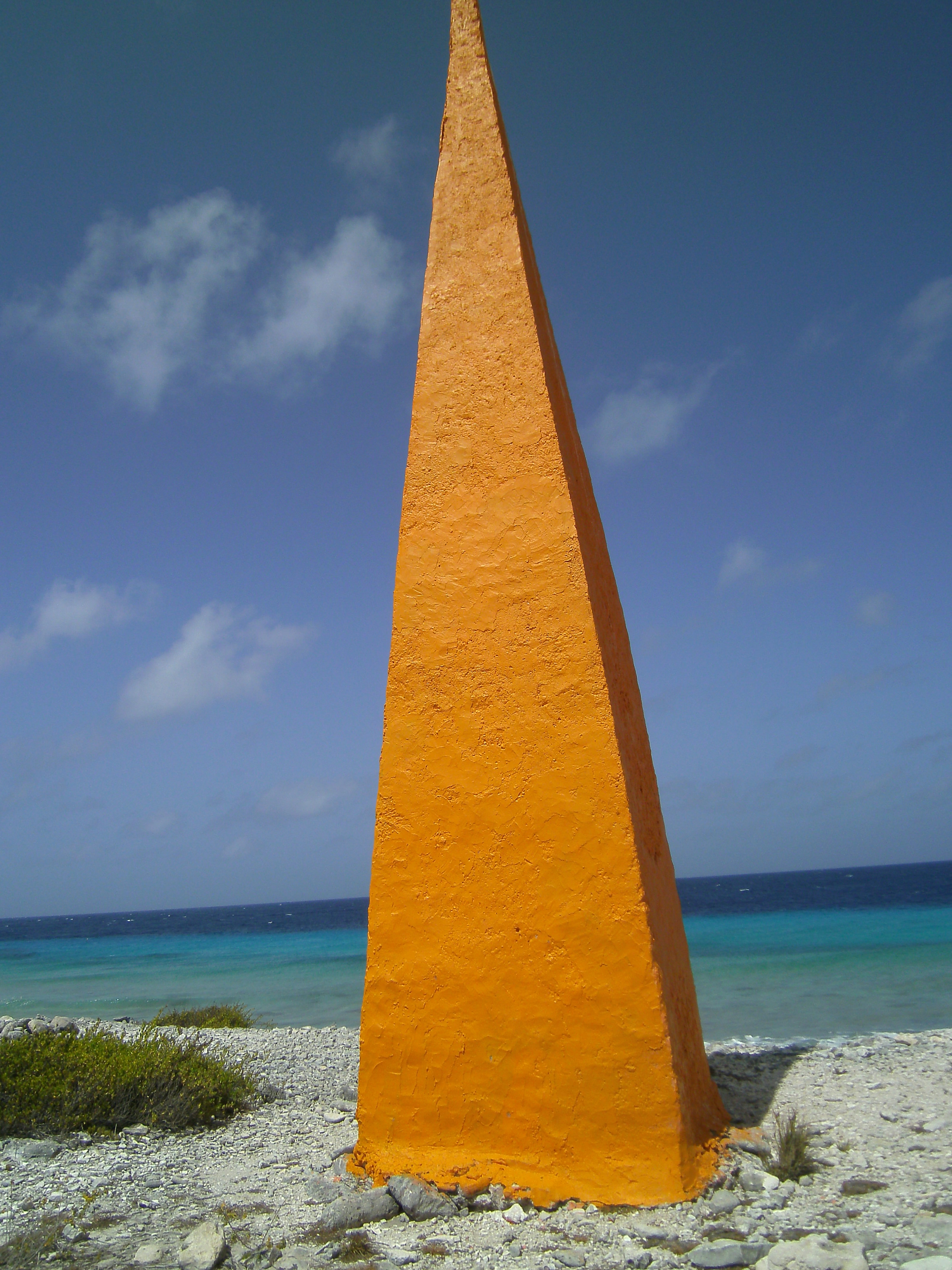
Obélisque coloré marquant un lieu de chargement de sel pour les navires

### Histoire contemporaine
Bonaire commence à attirer ses premiers touristes lorsque le premier quai d'amarrage est construit à la fin des années 1940. Les bateaux de croisière peuvent alors accoster et être ravitaillés facilement. L’aéroport de l’île, l'aéroport international Flamingo-Bonaire, est construit à partir de 1935 et ouvert en 1945, ce qui facilite le tourisme, une des principales activités actuelles de Bonaire.
Le 9 mai 1969, selon le souhait du propriétaire des terres à la pointe nord de l’île, le parc national Washington Slagbaai (WSNP) est créé.
En 2004, une commission des gouvernements des Antilles néerlandaises et des Pays-Bas fait état d'une nécessaire réforme quant au statut politique de l'État antillais associé au Royaume néerlandais. Le 10 septembre 2004, les citoyens de Bonaire eurent à se prononcer par référendum sur la nature préconisée de la restructuration envisagée. L'option de liens plus étroits avec les Pays-Bas gagna la faveur de 59 % du vote. La population de Saint-Martin s'était déjà prononcée quatre ans plus tôt et avait opté pour le statut a parte qui prévalait déjà dans le cas d'Aruba depuis 1986. Saba se prononça le mois suivant pour renouer directement avec les Pays-Bas. Derniers en liste, Saint-Eustache visa le statu quo et Curaçao le statut a parte. Aucune ne pencha vers l'indépendance totale.
Le 12 octobre 2006, un accord fut passé entre les Pays-Bas, Saba, Saint-Eustache et Bonaire afin qu'elles soient rattachées à l'État européen. Le 2 novembre suivant, un accord fut entériné entre les Pays-Bas, Saint-Martin et Curaçao afin qu'elles jouissent d'une souveraineté étendue. Cet accord fut subséquemment rejeté par Curaçao puisque les Curacéens n'étaient pas convaincus que cette restructuration allait leur donner toute la latitude désirée. Le 12 février 2007 un nouvel accord fut ratifié entre l'ancienne métropole et les îles (sauf Curaçao) pour la dissolution de l'État des Antilles néerlandaises à compter du 15 décembre 2008. Un nouvel accord intervint plus tard entre tous les partis ce qui reporta la dissolution effective de l'État moribond au 10 octobre 2010.
Depuis cette date, Saint-Martin et Curaçao jouissent officiellement du statut d'État au sein du royaume des Pays-Bas (comme Aruba). Les plus petites îles, Bonaire, Saint-Eustache et Saba (Îles BES), ont réintégré l'État néerlandais en tant que municipalités spéciales (néerlandais : openbare lichamen).

## Patrimoine

### Patrimoine civil

#### Musées
- Le Musée d'histoire naturelle de Bonaire à Kralendijk conserve des objets indiens, des coquillages et des animaux marins, des oiseaux de Bonaire, des coraux, des fossiles de coquillages, des outils utilisés dans les plantations, des bouteilles antiques et bien plus encore.
- Le Musée en plein air Tanki Maraka à Kralendijk propose des visites concernant la Seconde Guerre mondiale et met en valeur la zone d’un camp militaire américain de 1942 à 1947.
- Le Musée Terramar à Kralendijk propose une exposition spectaculaire à travers 7 000 ans d'histoire des Caraïbes et de Bonaire.

#### Monuments
- Les Cabanes d'esclaves de Bonaire à Kralendijk, construites en 1850 pour servir de lieu d'habitation, de dortoir et d’endroit pour ranger les affaires personnelles des esclaves travaillant dans les étangs salés pour la collecte et l'expédition du sel, l’un des plus importants produits d’exportation de Bonaire.

#### Fortification
- Fort Oranje

#### Épave sous-marine
- Hilma Hooker

### Patrimoine religieux
- L'église Saint-Louis-Bertrand à Rincon, consacrée en l'honneur de saint Louis Bertrand, un Dominicain, canonisé par le pape Clément X en 1691.
- L'église Saint-Bernard à Kralendijk, consacrée en l'honneur de saint Bernard de Clairvaux.
- L'église Notre-Dame-de-Coromoto à Antriol, consacrée en l'honneur de Notre-Dame de Coromoto.

## Géographie

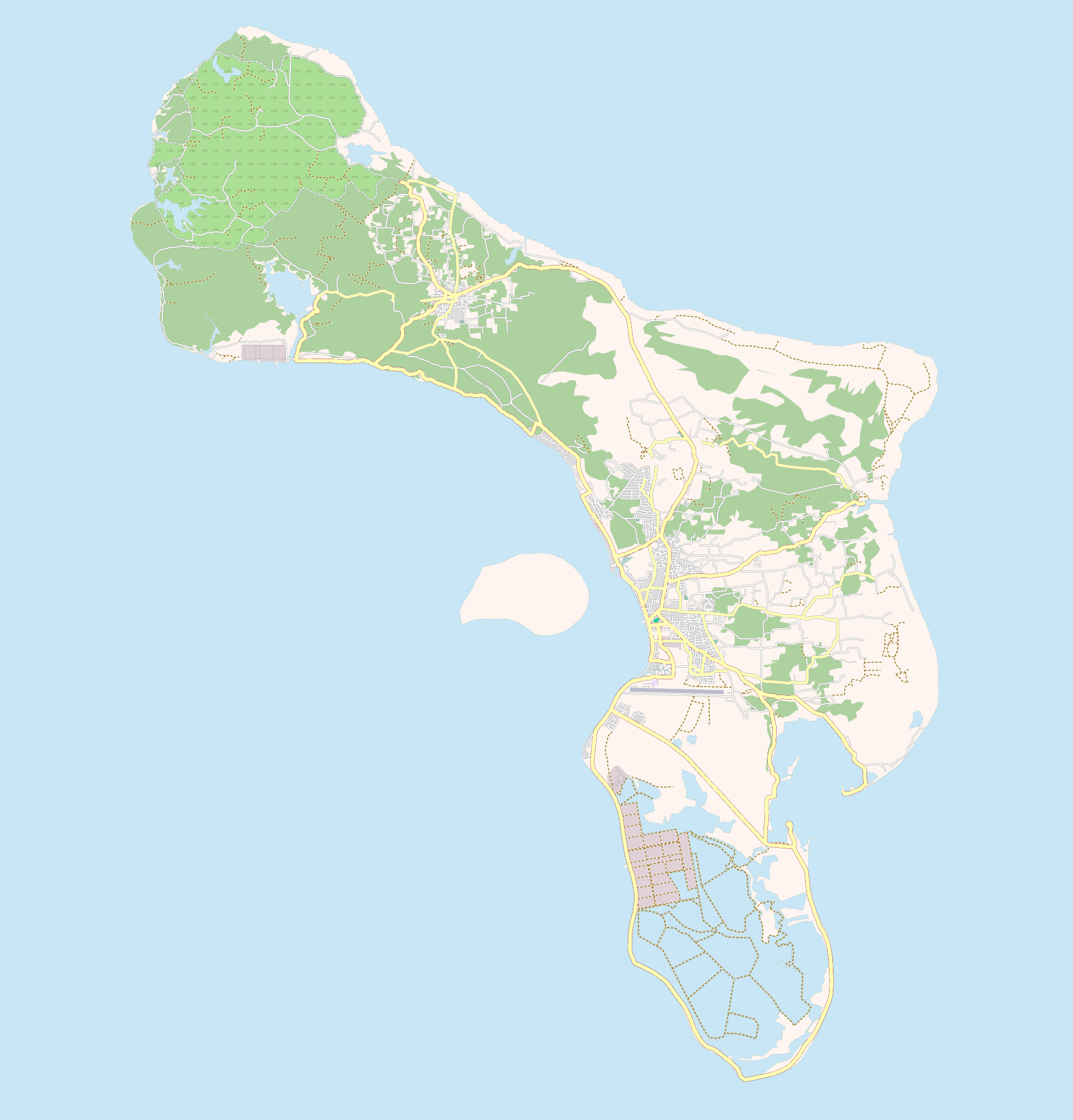
Carte de Bonaire

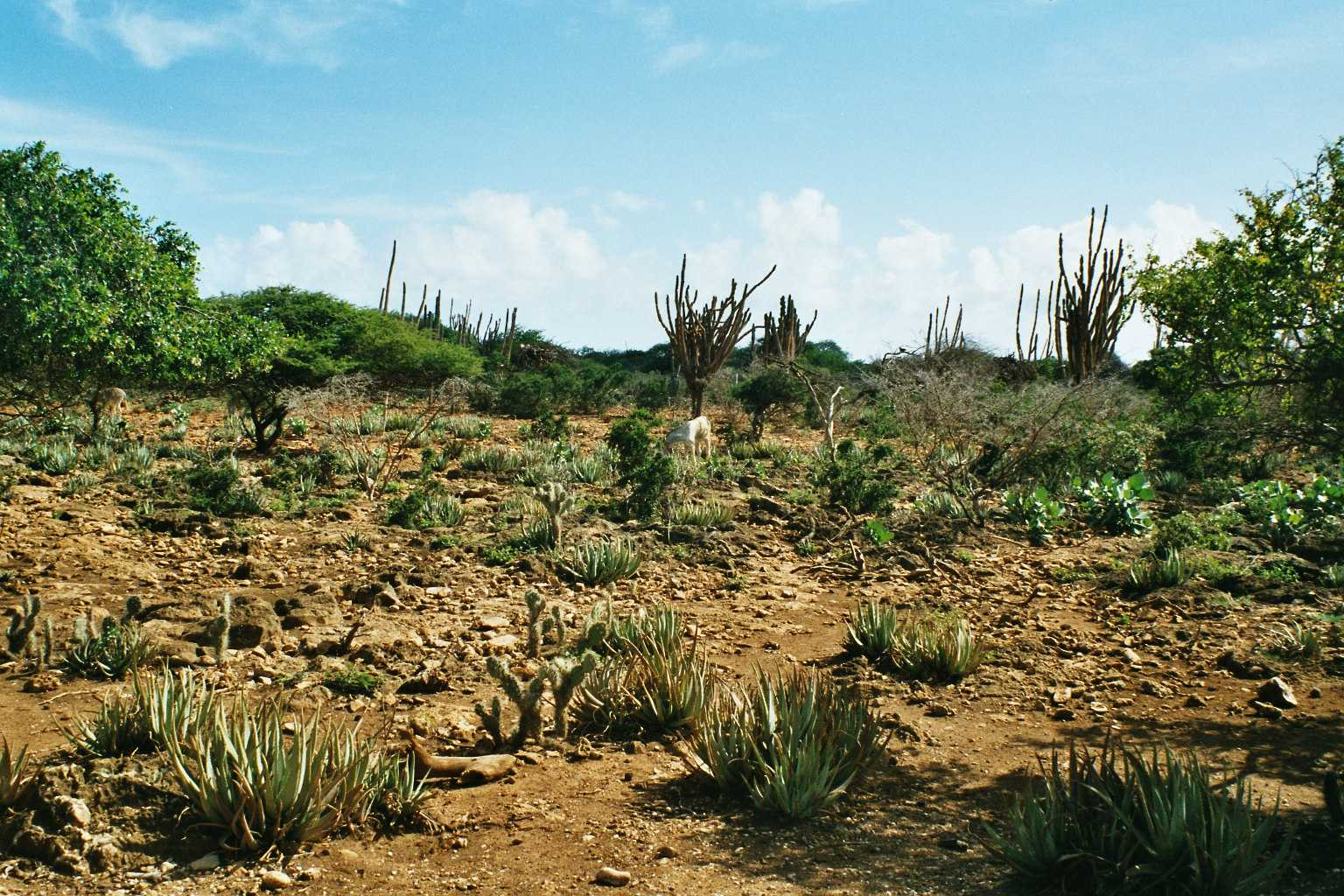
Paysage de Bonaire

Bonaire est une île de la mer des Caraïbes située à 41 km à l'est de Curaçao et à 88 km au nord-nord-est de la punta Luano, sur la côte nord du Venezuela. Son point le plus haut est la colline de Brandaris qui culmine à 241 mètres.
Bonaire serait une île d'origine volcanique mais les traces de cette activité ne sont plus visibles de nos jours car la mer ayant submergé l'île il y a 70 millions d'années, le sol est formé de restes de récifs coralliens. L'île est divisée entre côte Au-Vent (Windward) à l'est et côte Sous-le-Vent (Leeward) à l'ouest et où se concentrent les lieux d'implantation humaine et l'aéroport.
Avec Aruba et Curaçao, Bonaire forme un groupe connu sous le nom d'îles ABC.
Une barrière de corail entoure l'île et fait sa renommée dans le monde entier pour la plongée sous-marine (de nombreux sites de Bonaire détiennent notamment le logo anglais de plongée Diver's Paradise). L'ensemble des eaux entourant l'île est classé sanctuaire marin et permet une découverte de la faune et de la flore sous-marine avec un masque et un tuba ou des bouteilles de plongée. Au sud, l'île accueille des salines, exploitées industriellement.
L'île est connue pour ses colonies de flamants roses et ses ânes sauvages qui trouvent refuge dans le parc national de Washington Slagbaai au nord de l'île et où se trouve le point culminant, la colline de Brandaris. L'île accueille également le Parc national marin de Bonaire.

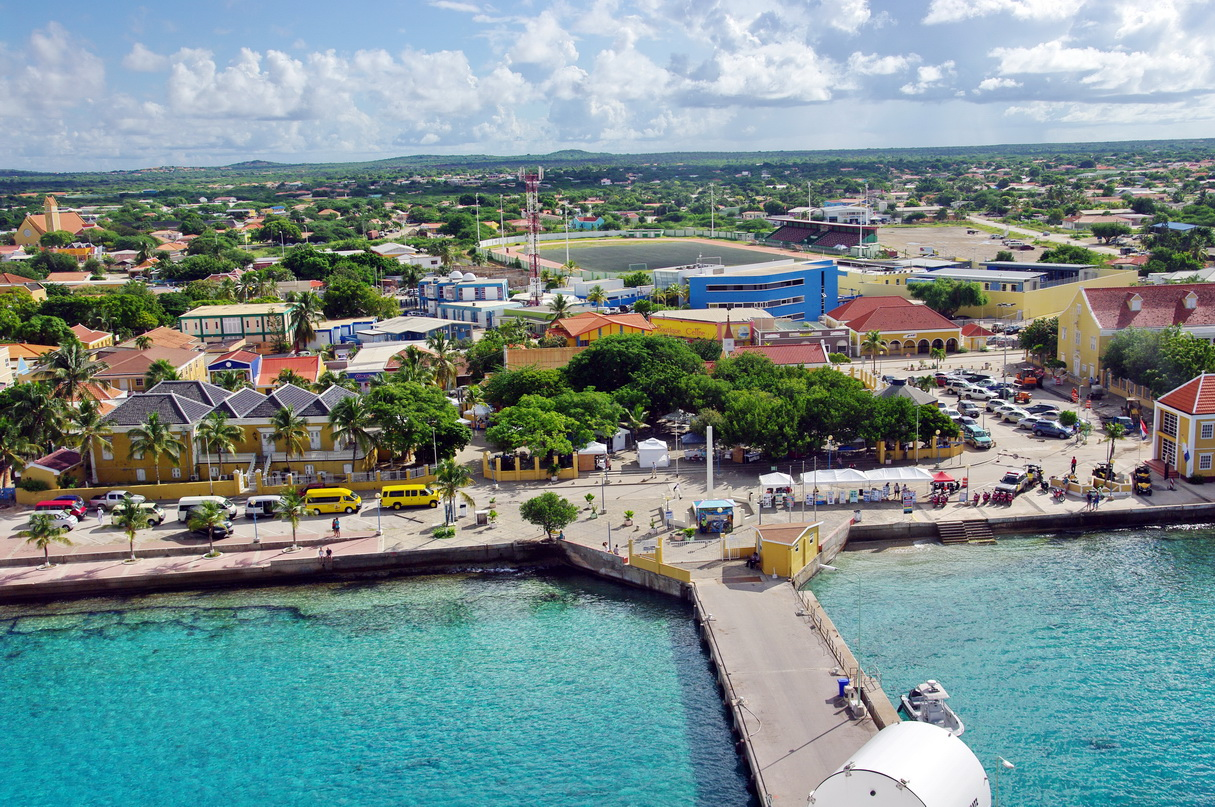
Kralendijk

Klein Bonaire (Petit Bonaire en néerlandais) est une petite île (6 km2) inhabitée située en face de Kralendijk.
Kralendijk, le chef-lieu, est une petite ville paisible, avec de nombreux bâtiments colorés. Le centre-ville comprend un boulevard (Kaya Craane) et une rue commerçante (Kaya Grandi). Le fort Oranje date du XVIIe siècle. Au nord du fort, se trouvent l’ancienne maison du gouverneur (actuellement siège du Conseil de l’île - Eilandsraad) et le bureau des douanes. La ville possède également une marina et un stade de football.

## Population

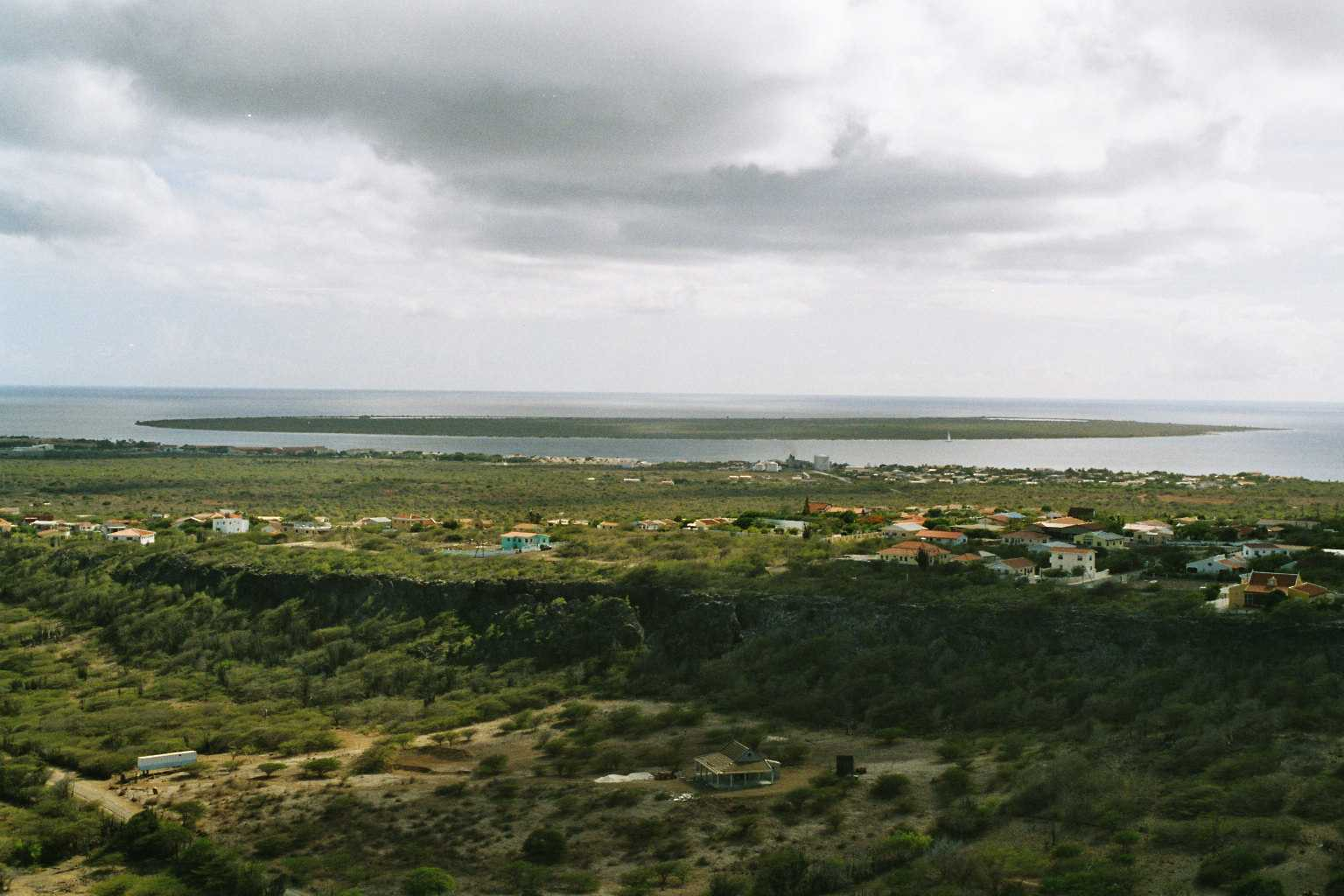
Kralendijk et Klein Bonaire, au fond

Bonaire ne compte que deux localités : Kralendijk, la capitale, et Rincon. Toutefois, il existe des zones habitées qui sont considérées comme des quartiers ou des communes dépendantes des deux localités principales. Il s'agit d'Antriol, Belnem, Hato, Lagoen, Lima, Noord Salina, Nikiboko, Republiek, Sabadeco, Sabana, Santa Barbara et Tera Cora.
En 2015, la population de l'île était estimée à près de 19 000 habitants.
Bien que le papiamento (langue maternelle de 85 % de la population de Bonaire) (créole) et l'espagnol (45 % de la population de Bonaire le parle), soient couramment parlés, la langue officielle est le néerlandais (langue maternelle de 15 % de la population). L'anglais est parlé ou compris par environ 90 % de la population.
La grande majorité de la population est catholique romaine (77%). Il existe également une petite communauté protestante et la communauté évangélique est en forte croissance (environ 10% de la population).
Bonaire est desservi par l'aéroport international Flamingo-Bonaire situé au sud de Kralendijk.

## Drapeau
Le triangle jaune représente le soleil et la beauté de la nature alors que le bleu représente la mer. On peut le voir comme une vague ou comme une montagne figurant les difficultés qu'ont eu à affronter les premiers habitants. La bande blanche symbolise la paix, la tranquillité et la liberté.
L'anneau noir représente une boussole avec les quatre points cardinaux en référence aux explorateurs qui ont découvert l'île. À l'intérieur, l'étoile rouge à six branches symbolise le sang et l'esprit de combat des six régions qui formaient Bonaire.